# Nannowithius paradoxus
Nannowithius paradoxus es una especie de arácnido del orden Pseudoscorpionida de la familia Withiidae.

## Distribución geográfica
Se encuentra en Yemen.